# Ozyptila maratha
Ozyptila maratha är en spindelart som beskrevs av Benoy Krishna Tikader 1971. Ozyptila maratha ingår i släktet Ozyptila och familjen krabbspindlar. Inga underarter finns listade i Catalogue of Life.